# Groothertogdom Hessen
Het groothertogdom Hessen en bij de Rijn (Duits: Großherzogtum Hessen und bei Rhein), of, tussen 1806 en 1816, het groothertogdom Hessen (Duits: Großherzogtum Hessen) - zoals het ook bekend was na 1816 - was een lidstaat van de Duitse Bond vanaf 1806, toen het landgraafschap Hessen-Darmstadt verheven werd tot een groothertogdom, tot 1918, toen alle Duitse monarchieën werden omvergeworpen. Vóór 1866 was zijn noorderbuur het voormalige landgraafschap Hessen-Kassel, sinds 1803 het keurvorstendom Hessen - om deze reden staat deze staat in de omgangstaal ook wel bekend als Hessen-Darmstadt.

## Geschiedenis

### Groothertogdom Hessen en de verdragen van Parijs van 1810
Op 8 september 1810 sloten de groothertogen van Hessen en Baden onder druk van Frankrijk te Parijs een grensverdrag. Hessen kreeg de volgende gebieden:
- het ambt Amorbach, dat tot 1806 deel uitmaakte van het vorstendom Leiningen
- het ambt Miltenberg (idem)
- het ambt Heubach, dat tot 1806 deel uitmaakte van het graafschap Löwnestein-Wertheim
- het dorp Laudenbuch, dat tot 1806 rijksridderlijk was
- het dorp Umpfenbach, dat tot 1806 onder de vorst van Trautmanssdorf viel.

Daarnaast stond Frankrijk delen van Hanau-Münzenberg en van Fulda af aan de groothertog.

### Groothertogdom Hessen en het Congres van Wenen in 1815
Omdat de groothertog, Lodewijk I van Hessen-Darmstadt, zich pas laat bij de geallieerden had aangesloten nam het land een zwakke onderhandelingspositie in.
De belangrijkste wijziging was de afstand van het voormalige hertogdom Westfalen en het graafschap Wittgenstein aan Pruisen. In ruil daarvoor kreeg de groothertog een gebied op de linker Rijnoever met Mainz en Worms: het later zo genoemde Rijnhessen.
Verder moest het groothertogdom enig gebied afstaan aan Beieren en Hessen-Kassel. In eerste instantie werd het vorstendom Isenburg bij Darmstadt gevoegd, maar een deel moest aan Hessen-Kassel worden afgestaan.
Een verdrag van 3 november 1815 droeg het voormalige aandeel van Solms in Niederursel en Obererlenbach van het voormalige groothertogdom Frankfurt over aan Hessen-Darmstadt. Op 19 december 1816 werden de laatste gemeenschappelijke rechten met Hessen-Kassel opgeheven, onder andere het hospitaal te Gronau en balije Hessen van de Duitse Orde.
Het groothertogdom trad in 1815 toe tot de Duitse Bond. Vanwege zijn bezittingen aan de Rijn noemde Lodewijk zich sinds 7 juli 1816 groothertog van Hessen en aan de Rijn.

### Het groothertogdom van 1815 tot 1918
Lodewijk I verleende zijn land in 1820 een constitutie, voerde diverse andere hervormingen door en trad als eerste Zuid-Duitse vorst toe tot de Zollverein. De reactionaire Lodewijk II benoemde in het revolutiejaar 1848 zijn zoon Lodewijk III tot mederegent en stierf reeds enige maanden later. In 1866 stierf Hessen-Homburg uit, waardoor dit land herenigd werd met Hessen-Darmstadt.
Lodewijk III koos in de Pruisisch-Oostenrijkse Oorlog van 1866 de kant van Oostenrijk. Hij werd echter verpletterend verslagen en zijn land werd door Pruisen bezet. In het vredesverdrag van 3 september 1866 moest Hessen-Darmstadt het Hinterland en Hessen-Homburg aan Pruisen afstaan. Verder werden er grenscorrecties doorgevoerd: Rödelheim en Niederursel werden afgestaan, in ruil voor gebied van het voormalige hertogdom Nassau (Reichelsheim, Dornassenheim, Haarheim), het voormalige Hessen-Kassel (Nauheim, Rumpenheim, Massenheim en Katzenberg) en de voormalige vrije stad Frankfurt (Niedererlenbach en Dortelweil). Hessen-Darmstadt trad met zijn noordelijke deel, Opper-Hessen, toe tot de Noord-Duitse Bond (1867). Om Frankrijk niet te provoceren trad het zuidelijk deel (Starkenburg en Rijn-Hessen) evenals Baden, Württemberg en Beieren niet toe tot de nieuwe bondsstaat.
Onder de liberale Lodewijk IV werd Hessen in 1871 deel van het Duitse Keizerrijk.

## Heersers

### Groothertogen
- 1806-1830: Lodewijk I
- 1830-1848: Lodewijk II
- 1848-1877: Lodewijk III
- 1877-1892: Lodewijk IV
- 1892-1918: Ernst Lodewijk